# Eleccions parlamentàries finlandeses de 1958
Les eleccions parlamentàries finlandeses del 1958 es van celebrar els dies 6 i 7 de juliol de 1958. El partit més votat fou la lliga democràtica popular, però es formà un govern de coalició sense el seu consens presidit per Reino Kuuskoski. Posteriorment fou nomenat primer ministre de Finlàndia el socialdemòcrata Karl-August Fagerholm.

## Resultats
|                          |                                        |           |        |          |     |  |
| Partit                   | Partit                                 | Vots      | %      | Escons   | +/– |  |
|                          | Lliga Democràtica Popular Finlandesa   | 450,220   | 23.16  | 50 / 200 | 7   |  |
|                          | Partit Socialdemòcrata                 | 449,536   | 23.12  | 48 / 200 | 6   |  |
|                          | Lliga Agrària                          | 448,364   | 23.06  | 48 / 200 | 5   |  |
|                          | Partit de la Coalició Nacional         | 297,094   | 15.28  | 29 / 200 | 5   |  |
|                          | Partit Popular Suec                    | 126,365   | 6.50   | 13 / 200 | 1   |  |
|                          | Partit Popular                         | 114,617   | 5.90   | 8 / 200  | 5   |  |
|                          | Unió Socialdemòcrata                   | 33,947    | 1.75   | 3 / 200  | Nou |  |
|                          | Lliga Liberal                          | 6,424     | 0.33   | 0 / 200  | =   |  |
|                          | Coalició d'Åland                       | 5,487     | 0.28   | 1 / 200  | =   |  |
|                          | Oposició de la Lliga Agrària           | 5,057     | 0.26   | 0 / 200  | Nou |  |
|                          | Lliga Cristiana                        | 3.358     | 0,17   | 0 / 200  | Nou |  |
|                          | Llista de ciutadans i centres gratuïts | 3.033     | 0,16   | 0 / 200  | Nou |  |
|                          | Llista econòmica gratuïta              | 331       | 0,02   | 0 / 200  | Nou |  |
|                          | Lliga de Cooperació Popular            | 160       | 0,01   | 0 / 200  | Nou |  |
|                          | Altres                                 | 242       | 0,01   | 0 / 200  | =   |  |
| Total                    | Total                                  | 1.944.235 | 100    | 200      | =   |  |
|                          |                                        |           |        |          |     |  |
| Vots vàlids              | Vots vàlids                            | 1.944.235 | 99,48  |          |     |  |
| Invàlids / en blanc      | Invàlids / en blanc                    | 10.162    | 0,52   |          |     |  |
| Vots totals              | Vots totals                            | 1.954.397 | 100.00 |          |     |  |
| Votants Registrats       | Votants Registrats                     | 2.606.258 | 74,99  |          |     |  |
| Font: Tilastokeskus 2004 |                                        |           |        |          |     |  |